# Рада дванадцяти
Ра́да двана́дцяти (італ. Consiglio dei XII) — найвищий судовий орган у мікродержаві Сан-Марино.
Вона обирається Генеральною радою зі своїх членів на шестирічний термін й обов'язково повинна складатися з дванадцяти осіб.
Очолюють Раду дванадцяти капітани-регенти, які не мають у ній право голосу, при цьому вони можуть бути наділені таким правом тільки в тому випадку, якщо обрані як члени.
Рада дванадцяти є останньою судовою інстанцією у справах загальної юрисдикції (цивільних і кримінальних) — апеляційною інстанцією третього рівня. Також вона виконує функції органу адміністративного судочинства. Як адміністративний суд розглядає справи, пов'язані з придбанням іноземцями права власності на нерухоме майно, що розташоване на території Республіки, а також придбанням майна юридичних осіб; приймає рішення за клопотаннями про надання правової допомоги.
Крім того, у складі Ради дванадцяти утворюється Колегія піклувальників (Collegio dei Garanti), яка має право ухвалювати рішення про конституційність норм і врегульовувати конфлікти юрисдикції між конституційними органами влади.
Два урядові інспектори представляють Раду в фінансових і сімейних питаннях.

## Історія
Прообраз Ради дванадцяти було створено ще у XV ст. Витоки сягають муніципальної ради, яка наділялась широкими повноваженнями. Уперше організацію Ради дванадцяти закріплено у Законодавчому статуті 1600 року. Закон від 5 червня 1923 року № 13 встановив, що Рада є найвищим судовим органом загальної й адміністративної юрисдикції та детально визначив її функції.